# 金铜龙头吐首风铎

收藏于美国大都会艺术博物馆的金铜龙头吐首风铎的风铎部分

收藏于美国大都会艺术博物馆的金铜龙头吐首风铎的龙头部分

金铜龙头吐首风铎是一种在10世纪左右高丽王朝时期，用以装饰于皇家宫殿或佛教寺庙建筑的风铎。其一般由青铜镀金制成，共分为风铎和龙头两部分。龙头部分的鼻子、眼睛、嘴和尖牙等部位都拥有着不同的设计，通过一个钩子将龙头部分连接至风铎部分。在风铎部分的底部被刻上了一朵莲花，其图案内部是一个与佛陀有关的古老符号，象征着幸福与安全。由于在亚洲文化中，龙代表着积极、正面的事物，如权力、保护、凶猛等，所以金铜龙头吐首风铎也被视为是皇家宫殿或佛教寺庙建筑的守护者。

## 简介
在朝鲜半岛艺术中，有引人注目的现代风格的陶器，也有被埋葬于古代坟墓中闪闪发光的饰品。在7世纪到17世纪期间，朝鲜半岛上诞生了许多精致金属制品、具有鲜明的朝鲜民族文化特点的瓷器和绘画，其中便有诸如金铜龙头吐首风铎之类的风铎。在亚洲文化中，龙代表着积极、正面的事物，如权力、保护、凶猛等。通过对大眼睛、鼻孔和嘴巴的刻画，金铜龙头吐首风铎的龙头部分表现出了龙凶猛的本性，被视为是皇家宫殿或佛教寺庙建筑的守护者。而风铎部分的底部被刻上了一朵莲花，其图案内部被刻上了一个与佛陀有关的古老符号，象征着幸福与安全。每当风吹起时，风铎部分就会发出阵阵响声。

## 延伸阅读
- 58. New York: The Metropolitan Museum of Art Bulletin. fall, 2000  [2017-11-20]. （原始内容存档于2017-12-19） （英语）. |issue=被忽略 (帮助);
- . New York: The Metropolitan Museum of Art Bulletin.   [2017-11-20]. （原始内容存档于2017-12-20） （英语）.